# Svenska basketligan 2007/2008
Svenska basketligan 2007/2008 spelades 28 september-18 mars 2008, och omfattade 33 omgångar i grundserien. Efter slutspelet stod Solna Vikings som svenska mästare. Det tidigare poolspelet, A1 och A2, slopades. Tabellplaceringarna efter 22 omgångar avgjorde vilka lag man mötte hemma/borta samt vilka lag fick 6 respektive 5 hemmamatcher i de 11 återstående omgångarna. Lag 1-6 fick sex hemmamatcher, lag 7-12 fick spela fem hemmamatcher.
Säsongen kommer successivt att förlängas. Från sex månader till sju och en halv under 2007/2008, och åtta månader säsongen 2008/2009. Tredomarsystem infördes också. Man införde skärpta krav på matcharrangemangen, samt såg till att klubbarna ger media bättre service. Andra nyheter var att alla föreningar tvingades att ha en auktoriserad revisor, och att tränarna blev tvungna att ha kavaj under matcherna.

## Grundserien
| Plats | Lag                       | Spelade | Vinster | Förluster | +/-       | Poäng |
| ----- | ------------------------- | ------- | ------- | --------- | --------- | ----- |
| 1     | Sundsvall Dragons         | 33      | 24      | 9         | 2927-2661 | 48    |
| 2     | Solna Vikings             | 33      | 23      | 10        | 2961-2770 | 46    |
| 3     | Plannja Basket            | 33      | 23      | 10        | 3134-2856 | 46    |
| 4     | Södertälje Kings          | 33      | 19      | 14        | 2894-2788 | 38    |
| 5     | 08 Stockholm Human Rights | 33      | 19      | 14        | 2875-2882 | 38    |
| 6     | Uppsala Basket            | 33      | 17      | 16        | 2864-2814 | 34    |
| 7     | Öresundskraft Basket      | 33      | 16      | 17        | 2850-2835 | 32    |
| 8     | Norrköping Dolphins       | 33      | 14      | 18        | 2920-2991 | 29    |
| 9     | Borås Basket              | 33      | 14      | 18        | 2820-2856 | 29    |
| 10    | Jämtland Basket           | 33      | 11      | 22        | 2713-2871 | 22    |
| 11    | Akropol BBK               | 33      | 9       | 24        | 2846-3174 | 18    |
| 12    | Gothia Basket             | 33      | 8       | 25        | 2672-2978 | 16    |

## SM-slutspel
Lag 1-8 i grundserien gick till SM-slutspel, som spelades 25 mars-13 maj 2008, även om säsongen avslutades den 5 maj på grund av finalresultaten. Kvartsfinalerna spelades i bäst av fem matcher, där lag 1 mötte lag 8, lag 2 mötte lag 7, lag 3 mötte lag 6 och lag 4 mötte lag 5. Även semifinalerna och finalerna spelades i bäst av fem matcher.

### Kvartsfinaler
| Datum                                                | Match                     | Resultat  |
| ---------------------------------------------------- | ------------------------- | --------- |
| Solna Vikings - Öresundskraft Basket (3 - 2)         |                           |           |
| 25 mars 2008                                         | Solna - Öresundskraft     | 79 - 80   |
| 29 mars 2008                                         | Öresundskraft - Solna     | 82 - 87   |
| 1 april 2008                                         | Solna - Öresundskraft     | 83 - 56   |
| 4 april 2008                                         | Öresundskraft - Solna     | 94 - 88   |
| 8 april 2008                                         | Solna - Öresundskraft     | 80 - 75   |
| Sundsvall Dragons - Norrköping Dolphins (3 - 1)      |                           |           |
| 26 mars 2008                                         | Sundsvall - Norrköping    | 101 - 80  |
| 28 mars 2008                                         | Norrköping - Sundsvall    | 116-111   |
| 1 april 2008                                         | Sundsvall - Norrköping    | 87 - 57   |
| 4 april 2008                                         | Norrköping - Sundsvall    | 102 - 106 |
| Plannja Basket - Uppsala Basket (3 - 1)              |                           |           |
| 26 mars 2008                                         | Plannja - Uppsala         | 99 - 80   |
| 30 mars 2008                                         | Uppsala - Plannja         | 91 - 83   |
| 1 april 2008                                         | Plannja - Uppsala         | 96 - 94   |
| 4 april 2008                                         | Uppsala - Plannja         | 74 - 90   |
| Södertälje Kings - 08 Stockholm Human Rights (3 - 0) |                           |           |
| 27 mars 2008                                         | Södertälje - 08 Stockholm | 94 - 88   |
| 29 mars 2008                                         | 08 Stockholm - Södertälje | 89 - 91   |
| 1 april 2008                                         | Södertälje - 08 Stockholm | 97 - 78   |

### Semifinaler
| Datum                                        | Match                  | Resultat |
| -------------------------------------------- | ---------------------- | -------- |
| Solna Vikings - Plannja Basket (3 - 1)       |                        |          |
| 10 april 2008                                | Solna - Plannja        | 96 - 90  |
| 15 april 2008                                | Plannja - Solna        | 75 - 73  |
| 18 april 2008                                | Solna - Plannja        | 88 - 69  |
| 23 april 2008                                | Plannja - Solna        | 98 - 100 |
| Sundsvall Dragons - Södertälje Kings (3 - 0) |                        |          |
| 11 april 2008                                | Sundsvall - Södertälje | 99 - 94  |
| 15 april 2008                                | Södertälje - Sundsvall | 94 - 97  |
| 18 april 2008                                | Sundsvall - Södertälje | 83 - 72  |

### Finaler
| Datum                                     | Match             | Resultat |
| ----------------------------------------- | ----------------- | -------- |
| Sundsvall Dragons - Solna Vikings (0 - 3) |                   |          |
| 29 april 2008                             | Sundsvall - Solna | 83- 92   |
| 2 maj 2008                                | Solna - Sundsvall | 72 - 59  |
| 5 maj 2008                                | Sundsvall - Solna | 81 - 87  |